# الکساندر فون بونگه
الکساندر گئورگ فون بونگه (روسی: Алекса́ндр Андре́евич Бу́нге ; 6 October [سبک قدیمی: ۲۴ September] ۱۸۰۳ - ۱۸ July [سبک قدیمی: ۶ July] ۱۸۹۰) یک گیاه‌شناس روسی بود. او را بیشتر به خاطر سفرهای علمی به آسیا و به ویژه سیبری به یاد می‌آورند.

## زندگی‌نامه
بونگه به عنوان پسر خانواده ای به دنیا آمد که متعلق به اقلیت آلمانی در روسیه تزاری بود. پدرش آندریاس تئودور پسر گئورگ فردریش بونگه، داروساز بود که در قرن هجدهم از پروس شرقی به روسیه مهاجرت کرده بود. او در دانشگاه دورپات در رشته پزشکی تحصیل کرد و بعد به عنوان استاد گیاه‌شناسی در کازان خدمت کرد. در سال ۱۸۳۵ به دورپات بازگشت و تا سال ۱۸۶۷ در آنجا کلاس‌های گیاه‌شناسی را تدریس کرد. در اینجا، او از طریق مکاتبه، از طریق مقالات منتشر شده در مجله "Linnaea" و از طریق تبادل نمونه‌های هرباریوم، با دیدریش فرانتس لئونهارد فون شلختندال، گیاه‌شناس دانشگاه هال در تماس بود. او تا سال ۱۸۸۱ در دورپات ماند و سال‌های آخر عمر خود را در آنجا گذراند و تحقیقاتی در مورد فلور استونی انجام داد.
در سال ۱۸۲۶ به همراه کارل فردریش فون لدبور و کارل آنتون فون مایر، یک سفر علمی مهم به استپ قرقیزستان و کوه‌های آلتای را آغاز کرد. در سالهای ۱۸۳۰–۱۸۳۱، او از طریق سیبری به پکن سفر کرد و از طریق آن تحقیقات گسترده‌ای در مورد گیاهان مغولستان انجام داد. پس از تحقیقات خود در چین، او به کوه‌های آلتای بازگشت و در آنجا مطالعاتی را در مورد بخش شرقی منطقه انجام داد (۱۸۳۲). در سالهای ۱۸۵۷–۱۸۵۸ در یک سفر علمی به خراسان و افغانستان شرکت کرد.
او پدر فیزیولوژیست گوستاو فون بونگ (1844-1920) و الکساندر فون بونگ (۱۸۵۱–۱۹۳۰)، کاشف و جانورشناس بود. برادر بزرگتر او، فردریش گئورگ فون بونگ (۱۸۰۲–۱۸۹۷)، یک مورخ حقوقی بود.